# Episodi de I Monkees (prima stagione)
La prima stagione della serie televisiva I Monkees è stata trasmessa in anteprima negli Stati Uniti d'America dalla NBC tra il 12 settembre 1966 e il 24 aprile 1967.
| nº | Titolo originale                      | Titolo italiano | Prima TV USA      | Prima TV Italia |
| -- | ------------------------------------- | --------------- | ----------------- | --------------- |
| 1  | Royal Flush                           |                 | 12 settembre 1966 |                 |
| 2  | Monkee See, Monkee Die                |                 | 19 settembre 1966 |                 |
| 3  | Monkee vs. Machine                    |                 | 26 settembre 1966 |                 |
| 4  | Your Friendly Neighborhood Kidnappers |                 | 3 ottobre 1966    |                 |
| 5  | The Spy Who Came in from the Cool     |                 | 10 ottobre 1966   |                 |
| 6  | Success Story                         |                 | 17 ottobre 1966   |                 |
| 7  | Monkees in a Ghost Town               |                 | 24 ottobre 1966   |                 |
| 8  | Don't Look a Gift Horse in the Mouth  |                 | 31 ottobre 1966   |                 |
| 9  | The Chaperone                         |                 | 7 novembre 1966   |                 |
| 10 | Here Come the Monkees                 |                 | 14 novembre 1966  |                 |
| 11 | Monkees à la Carte                    |                 | 21 novembre 1966  |                 |
| 12 | I've Got a Little Song Here           |                 | 28 novembre 1966  |                 |
| 13 | One Man Shy                           |                 | 5 dicembre 1966   |                 |
| 14 | Dance, Monkee, Dance                  |                 | 12 dicembre 1966  |                 |
| 15 | Too Many Girls                        |                 | 19 dicembre 1966  |                 |
| 16 | Son of a Gypsy                        |                 | 26 dicembre 1966  |                 |
| 17 | Case of the Missing Monkee            |                 | 9 gennaio 1967    |                 |
| 18 | I Was a Teenage Monster               |                 | 16 gennaio 1967   |                 |
| 19 | Find the Monkees                      |                 | 23 gennaio 1967   |                 |
| 20 | Monkees in the Ring                   |                 | 30 gennaio 1967   |                 |
| 21 | The Prince and the Paupers            |                 | 6 febbraio 1967   |                 |
| 22 | Monkees at the Circus                 |                 | 13 febbraio 1967  |                 |
| 23 | Captain Crocodile                     |                 | 20 febbraio 1967  |                 |
| 24 | Monkees à la Mode                     |                 | 27 febbraio 1967  |                 |
| 25 | Alias Micky Dolenz                    |                 | 6 marzo 1967      |                 |
| 26 | Monkees Chow Mein                     |                 | 13 marzo 1967     |                 |
| 27 | Monkee Mother                         |                 | 20 marzo 1967     |                 |
| 28 | Monkees on the Line                   |                 | 27 marzo 1967     |                 |
| 29 | Monkees Get Out More Dirt             |                 | 3 aprile 1967     |                 |
| 30 | Monkees Manhattan Style               |                 | 10 aprile 1967    |                 |
| 31 | Monkees at the Movies                 |                 | 17 aprile 1967    |                 |
| 32 | The Monkees on Tour                   |                 | 24 aprile 1967    |                 |